# Bebé antirracista
Bebé antirracista es un libro infantil de 2020 escrito por Ibram X. Kendi e ilustrado por Ashley Lukashevsky. El libro, inspirado en la hija de cuatro años del autor, fue concebido como una herramienta para discutir el racismo con niños pequeños. El libro propone nueve pasos para hablar de racismo, con el objetivo final de enseñar a los niños a ser antirracistas. El libro afirma que "El bebé antirracista se cría, no nace. El bebé antirracista es criado para hacer que la sociedad se transforme" y que es necesaria una elección: "a los bebés se les enseña a ser racistas o antirracistas, no existe la neutralidad".

## Antecedentes
Kendi es el fundador del Centro de Investigación y Política Antirracista de la Universidad Americana y es el director fundador del Centro de Investigación Antirracista de la Universidad de Boston, que se encuentra bajo investigación tras alegatos de "disfuncionalidad" y "mala gestión," tras despidos en masa. Bebé antirracista amplía los libros anteriores de Kendi, Marcados al nacer y Cómo ser antirracista.
Al escribir Bebé antirracista, Kendi dijo que el libro sería una herramienta útil para iniciar una conversación entre padres e hijos sobre lo que significa el antirracismo y animar a los niños a hacer preguntas sobre la raza.

## Publicación
El libro se lanzó por primera vez como álbum ilustrado para niños en junio de 2020, luego como libro ilustrado en julio de 2020. En 2021, Netflix anunció que produciría una serie de "cortometrajes animados musicales" basados en el libro. En mayo de 2022 Netflix anunció que la serie había sido descartada.

## Recepción
El libro encabezó la lista de libros más vendidos del New York Times y fue elegido como uno de los 100 libros favoritos de los lectores jóvenes de National Public Radio. Recibió críticas positivas del School Library Journal y Publishers Weekly. Will Lloyd, escribiendo en The Spectator, rechazó su tesis de que a los bebés se les enseña a ser racistas o antirracistas; Jay Caspian Kang, en el New York Times, calificó al libro de "descarada propaganda" y de "mal libro."

### En los medios de comunicación
En 2021, las tiendas de comestibles Safeway en Oregón retiraron temporalmente el libro de la venta tras la queja de un cliente, aunque finalmente devolvieron el libro a la venta.
Durante la audiencia de nominación de Ketanji Brown Jackson a la Corte Suprema de 2022 en el Senado, Ted Cruz planteó el problema del bebé antirracista al preguntar a Jackson sobre sus opiniones acerca de la teoría crítica de la raza, ya que era miembro de la junta en Georgetown Day School, una escuela privada en Washington D. C. que tenía el libro en su plan de estudios. La nominada Brown-Jackson respondió diciendo: "no creo que se deba hacer sentir a ningún niño como si fuera racista o como si no fuera valorado o menos que, o víctimas, u opresores. Yo no creo en nada de eso". Esto resultó en una exposición significativa para el libro y condujo a un aumento repentino en las ventas, lo que lo convirtió en el número uno en ventas en Amazon para libros infantiles sobre prejuicios y racismo, y entre los libros infantiles más vendidos en múltiples categorías.